# Fårö
Fårö är en ö nordöst om Gotland, skild från Gotlands "fastland" av Fårösund. Fårö är Sveriges åttonde största ö. Fårö utgör en egen socken, Fårö socken, och församling, Fårö församling. Fårö är 114 km² stor och har ett invånarantal på 500  (31 december 2019). Från centralorten Visby är det 56 km till Fårösund. Fårösundsleden från Gotland och Fårösund till Fårö trafikeras med bilfärja, som inte är avgiftsbelagd. Det finns vissa planer på att ersätta färjan med en bro, Fårösundsbron. Fåröfärjan från Fårösund till Broa på Fårö tar sju–åtta minuter.

## Etymologi
Öns namn, som skrevs Faroyna  och som Farøø under 1300-talet, består troligen av orden far, som i farväg eller farvatten, och ö. Namnet har troligtvis ingenting att göra med djuret får (lamb på gutamål), men det kan ändå inte uteslutas att det samnordiska ordet får har funnits i forngutniska.

## Geografi och miljö
Fårö är en flack moränö och upptas främst av gles tallskog med många myrar och träsk. Det består också till stor del av karga hedmarker med mindre odlingsbygder. På ön finns ett säreget flygsandsområde, Ullahau. Det finns flera områden med raukar på ön, till exempel vid Gamla hamn, Digerhuvud och Langhammars, varav de två senare är fridlysta. På den östligaste punkten, Holmudden, ligger Fårö fyrplats med en 30 meter hög fyr. På östra Fårö ligger Sudersand, en långsträckt och långgrund havsvik med en lång sandstrand. I en läsaromröstning i Dagens Nyheter valdes den 2007 till världens näst bästa strand.

## Befolkning
Antal fasta invånare på Fårö är 500  (31 december 2019). Under sommarmånaderna är ön välbesökt av turister. Det finns en småort på ön, Ajke och Sudergarda. Några små byar finns också, bland dem Lansagårdarna, Lauterhorn, Mölnor och Stora Gåsmora. Fram till 1998 var det förbjudet för utlänningar att åka till norra Gotland och till Fårö, eftersom området var militärt skyddsområde. Stora skyltar vid vägkanten på flera språk informerade besökarna om detta.
Den gutniska dialekten, som talas på Fårö, kallas Fårömål.

### Olof Palme
En sommarboende på Fårö var till exempel förre statsministern Olof Palme, som semestrade på Fårö i trettio år.

### Ingmar Bergman
Ingmar Bergman är den mest kända kulturpersonligheten som är förknippad med Fårö. Han kom dit första gången i april 1960, då letande efter inspelningsplatser till Såsom i en spegel (1961). Bergman fastnade direkt och bosatte sig senare där. Totalt spelade han in, inklusive Såsom i en spegel, fyra spelfilmer på Fårö: Persona (1966), Skammen (1968) och En passion (1969), plus de två dokumentärerna Fårödokument (1969) och Fårödokument 1979 (1979). Även vissa delar av Scener ur ett äktenskap (1973) spelades in på ön. Bergman bodde på Fårö till sin bortgång sommaren 2007. Senare bildades stiftelsen Bergmancenter på Fårö för att arbeta med hans konstnärliga arv. Bergmans fem fastigheter, varav fyra var bebyggda (bostadshuset Hammars, Skrivstugan, kalkstenshuset Ängen samt gården Dämba med Ingmar Bergmans privata biograf) förvärvades av Hans Gude Gudesen och förvaltas nu av Stiftelsen Bergmangårdarna på Fårö.
Ingmar Bergman är begravd på Fårö kyrkogård. Bergmanveckan är ett kulturevenemang som skapats till hans minne och består av en sex dagar lång hyllning till Ingmar Bergmans konstnärskap, med filmer, gäster, seminarier och turer till inspelningsplatser på Fårö. Detta arrangerades första gången 2004.

## Fotogalleri

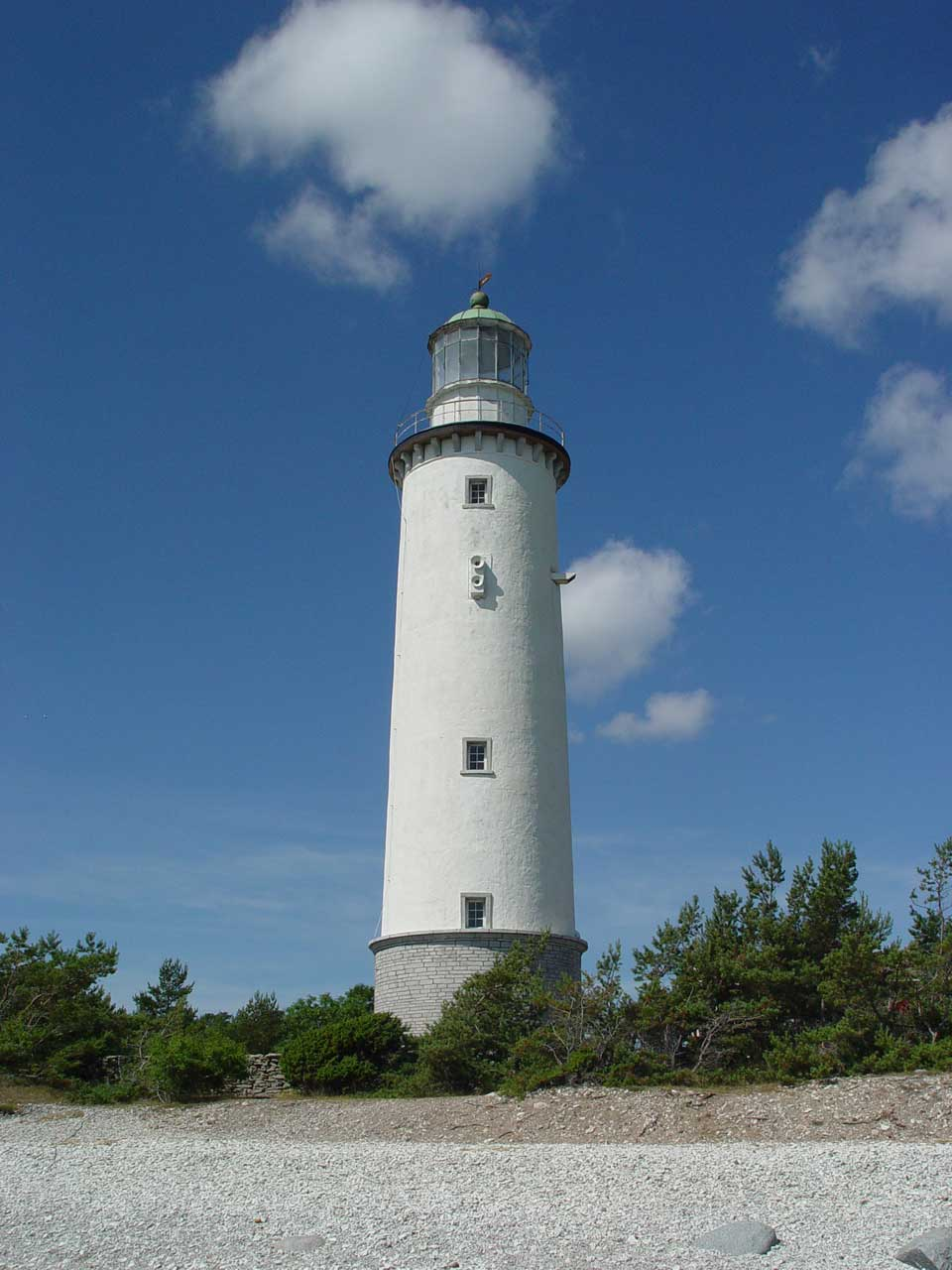
Fårö fyr från 1847
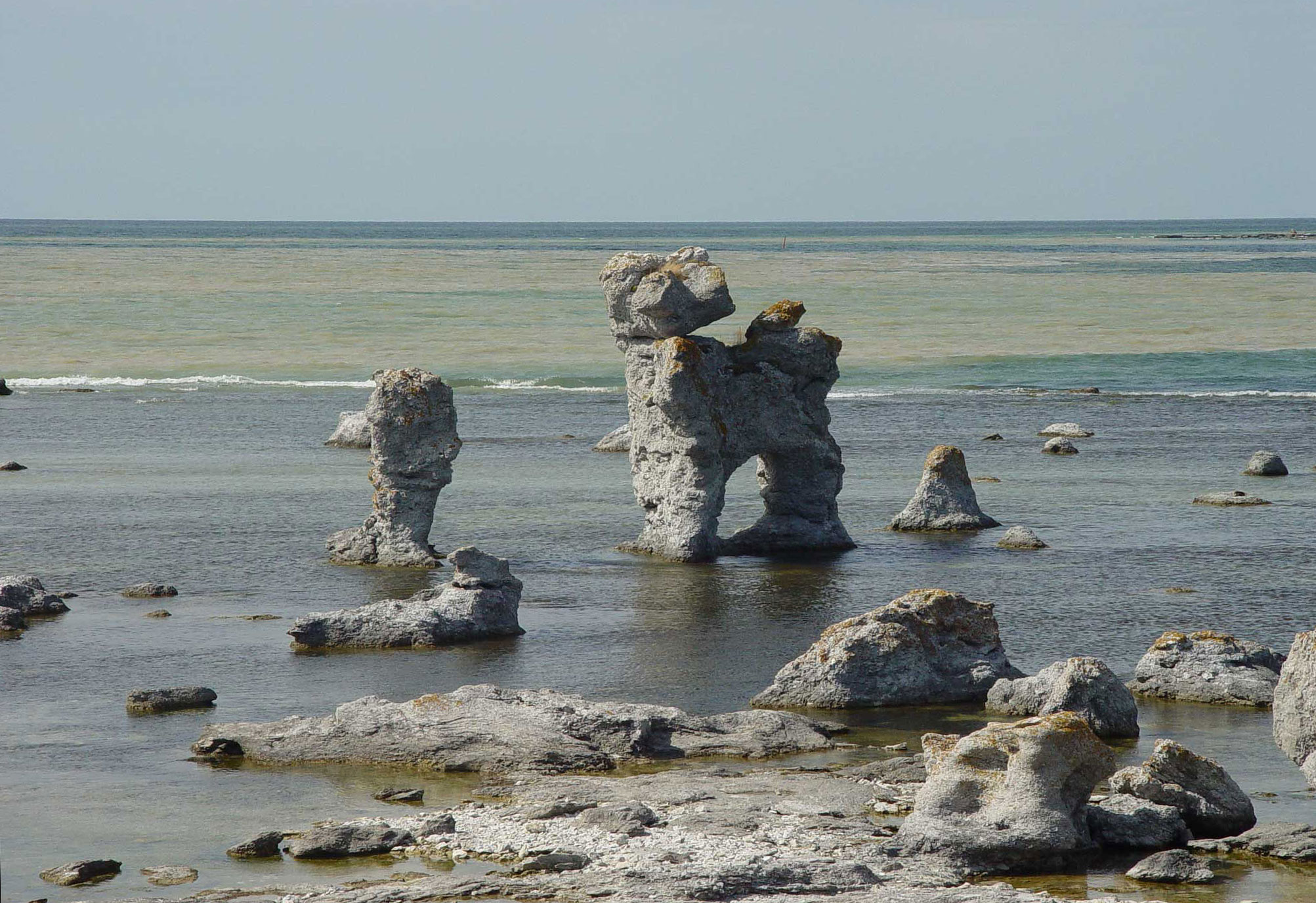
Raukar i naturreservatet Gamlehamn
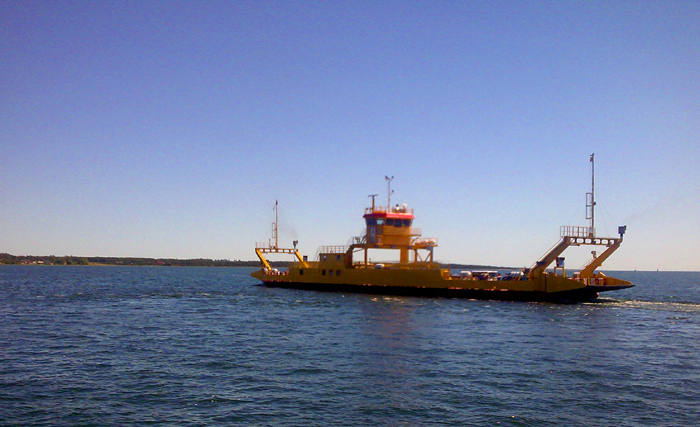
Fåröfärjan
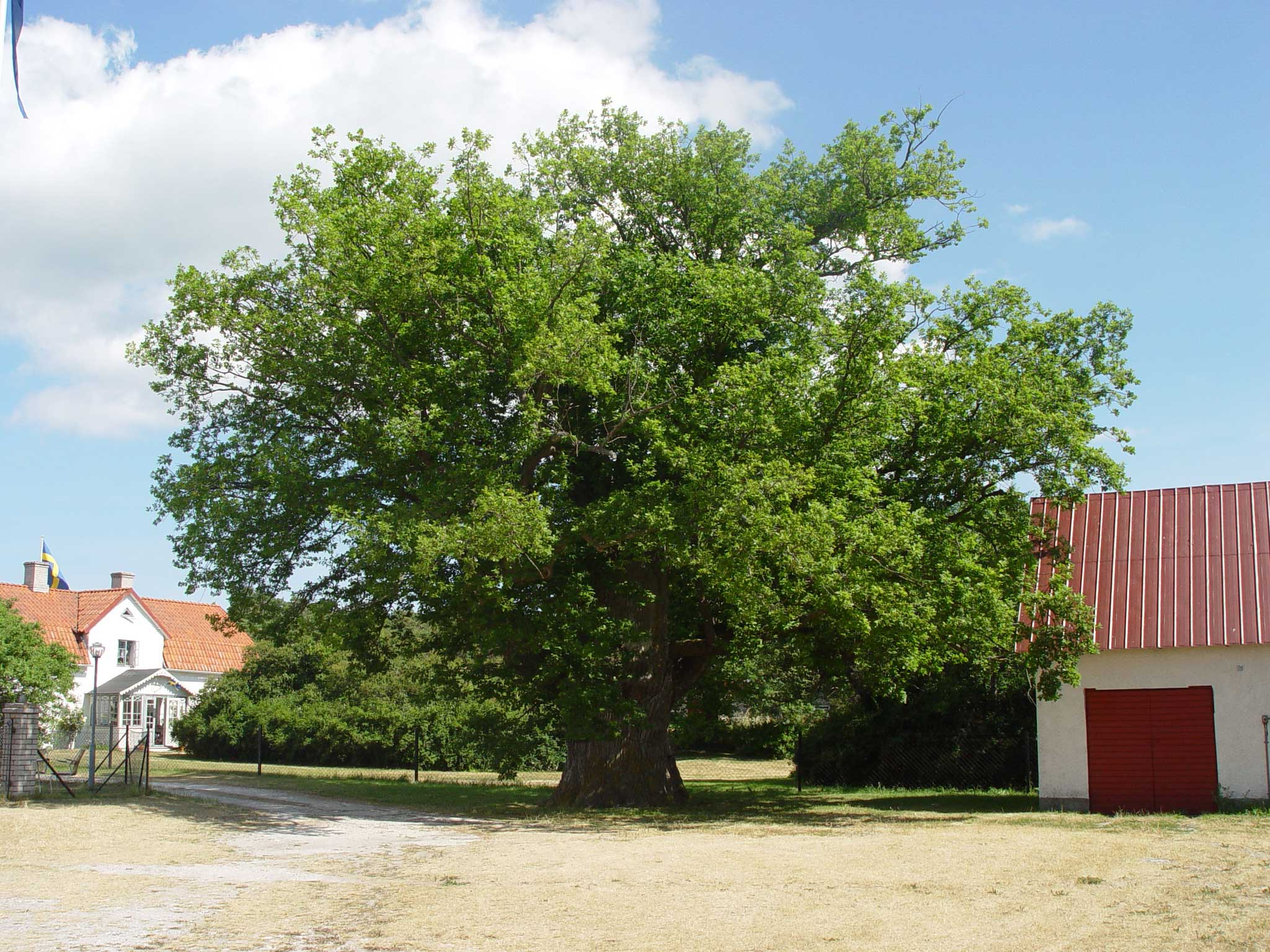
Avaeken, en av Gotlands största och äldsta ekar
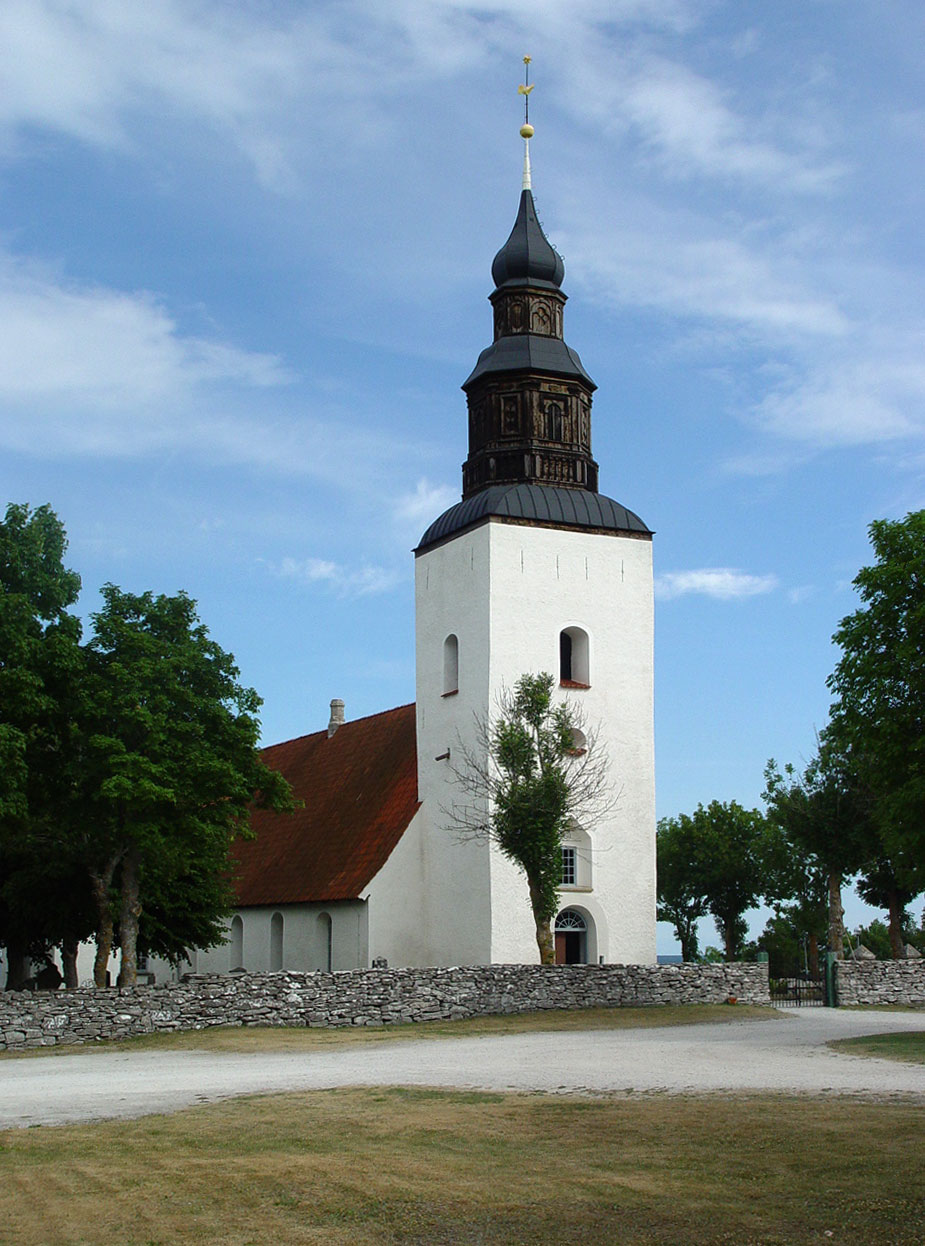
Fårö kyrka
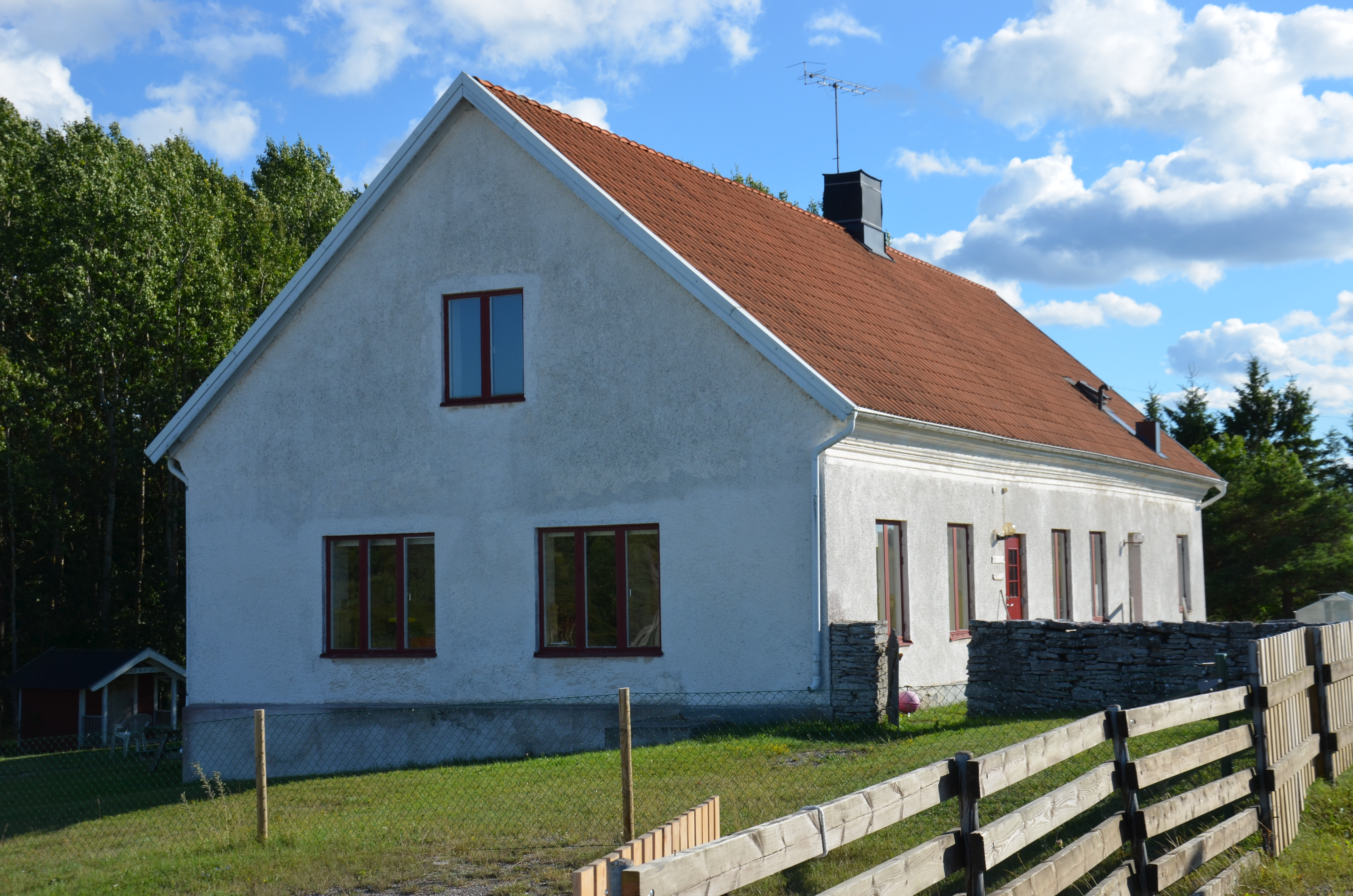
Gamla Fårö västra skola, Gazeliska huset, Fårös äldsta skola från 1820-talet
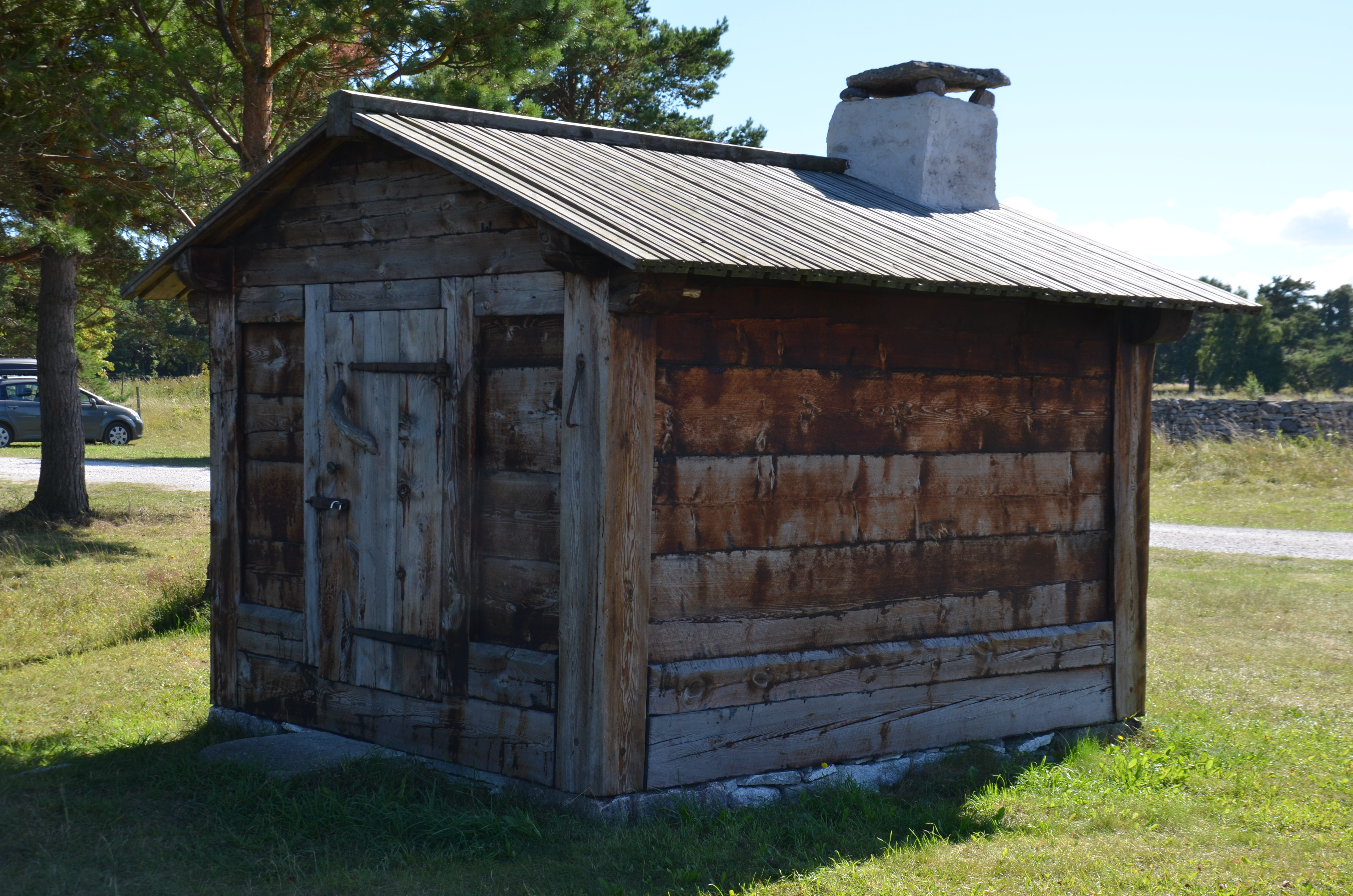
Käutabode, vid Sjöräddningsmuseet i Ekeviken
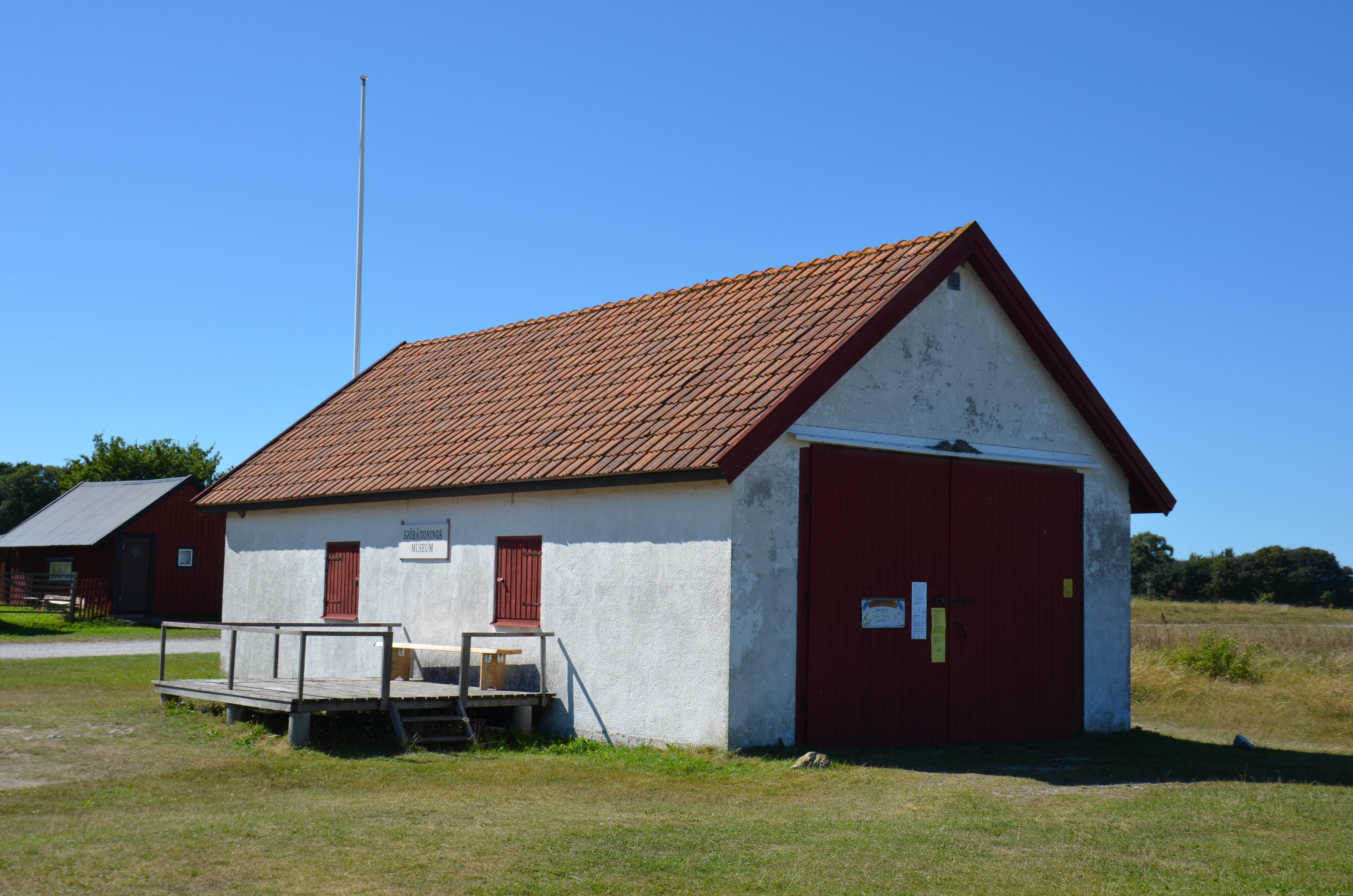
Sjöräddningsmuseet i Ekeviken